# Гледстон (Илиноис)
Гледстон (енгл. Gladstone) град је у америчкој савезној држави Илиноис.

## Демографија
По попису из 2010. године број становника је 281, што је 3 (-1,1%) становника мање него 2000. године.
| Група             | 2000.       | 2010.       |
| Белци             | 281 (98,9%) | 273 (97,2%) |
| Афроамериканци    | 1 (0,4%)    | 2 (0,7%)    |
| Азијати           | 0 (0,0%)    | 0 (0,0%)    |
| Хиспаноамериканци | 1 (0,4%)    | 0 (0,0%)    |
| Укупно            | 284         | 281         |